# Entends-tu les chiens aboyer ?
Pour plus de détails, voir Fiche technique et Distribution.
Entends-tu les chiens aboyer ? (¿No oyes ladrar los perros?) est un film franco-mexicain réalisé par François Reichenbach, sorti en 1975.

## Synopsis
Un homme porte sur son dos un criminel, son fils, et cherche de l'aide.

## Fiche technique
- Titre : Entends-tu les chiens aboyer ?
- Titre original : ¿No oyes ladrar los perros?
- Réalisation : François Reichenbach
- Scénario : Carlos Fuentes, Noël Howard, Jacqueline Lefebvre et François Reichenbach d'après la nouvelle ¿No oyes ladrar los perros? Juan Rulfo
- Musique : Vangelis Papathanassiou (éditée en album : Ignacio (Entends-tu les chiens aboyer ?))
- Photographie : Rosalío Solano
- Montage : Georges Bacri, Delphine Desfons et Alberto Valenzuela
- Production : Georges Bacri et Leopoldo Silva
- Société de production : Cinematográfica Marco Polo, Corporación Nacional Cinematográfica et Les Films du Prisme
- Pays :  France et  Mexique
- Genre : drame
- Durée : 82 minutes
- Dates de sortie : 
  -  France : 25 septembre 1975

## Distribution
- Salvador Sánchez : Juan Dolores
- Ahui Camacho : Ignacio
- Ana De Sade : Jacinta
- Salvador Gómez : Ignacio
- Aurora Clavel : la mère de José
- Gastón Melo : José
- Patrick Penn
- Juan Ángel Martínez
- Tamara Garina

## Distinctions
Le film a été présenté en sélection officielle en compétition au Festival de Cannes 1975.